# Эриксон, Леонард
Леонард Эриксон (англ. Leonard C. Erickson, 17 декабря 1946, Уолтем, Массачусетс — 19 мая 2013, Индиана) — профессор онкологии Роберта Уоллеса Миллера на кафедре фармакологии и токсикологии Онкологического центра Индианского университета — Университета имени Джона Пердью в Индианаполисе, а также заместитель директора Онкологического центра Университета Индианы. 

## Биография
Леонард Эриксон родился в Уолтеме, штат Массачусетс, и получил степень бакалавра искусств в области биологии в Оттавском университете Канзаса в 1968 году. Он получил степень магистра биологии и генетики в 1972 году и степень доктора биологии и генетики в 1974 году в Университете штата Флорида.
С 1974 по 1983 год Эриксон занимал должности старшего научного сотрудника, эксперта-исследователя и старшего исследователя в Национальном институте онкологии..
С 1983 по 1996 год Эриксон работал профессором-исследователем в Чикагском университете Лойолы. В 1996 году он стал профессором медицинского факультета Университета Индианы. В 1998 году он был удостоен звания стипендиата Роберта Уоллеса Миллера, а в 2003 году он был назначен заместителем директора Онкологического центра Университета Индианы.
Эриксон умер 19 мая 2013 года в возрасте 66 лет. Его резиденция располагалась в Зайонсвилле, штат Индиана.

## Награды
В 1998 году он был назначен профессором Роберта Уоллеса Миллера.